# Будущее России — Новые имена
Будущее России — Новые имена — избирательный блок, участвовавший в выборах в Госдуму в 1993 году. Ориентация — поддержка социальных программ, молодёжи.

## Описание
Учредителями блока стали Молодёжное движение в поддержку Народной партии Свободная Россия и Политико-экономическая ассоциация «Гражданский союз». Большую роль в создании блока сыграл Российский союз молодёжи (РСМ), правопреемник ВЛКСМ на территории России, имевший разветвлённую региональную структуру.
Создатели блока провозгласили необходимость обновления российской элиты, считая, что только приход новых политиков во власть может изменить ситуацию в стране к лучшему. Основные принципы предвыборной программы:
- приоритет прав человека, национальных интересов и общества над государством
- обеспечение реальной защиты прав собственников
- сокращение и полное прекращение дотирования убыточных предприятий
- стимулирование инвестиций в национальную экономику
- содействие развитию малого и среднего предпринимательства
- изменение механизма приватизации
- увеличение поддержки социальных программ и молодёжи.

## Участие в выборах
6 ноября 1993 года был выдвинут общефедеральный список блока, в который включили 95 кандидатов. Возглавили его первый секретарь Российского союза молодёжи В. В. Лащевский, председатель совета Молодёжного движения «Свободная Россия» О. В. Соколов, директор Института политики В. Н. Миронов. В основном список состоял из малоизвестных людей, среди которых было много активистов РСМ. Из известных политиков, помимо его лидеров, в список вошла Ирина Виноградова, координатор парламентской фракции НПСР.
12 декабря 1993 года за список блока «Будущее России — Новые имена» проголосовало 672 283 избирателей (1,25 %). Заняв 11-е место из 13, блок не сумел преодолеть 5-процентный барьер и не прошёл в Государственную думу. По одномандатным округам блоку удалось провести в парламент 2 кандидатов: Н. Л. Ген (округ № 18, Коми, вышел из списка до выборов и баллотировался как независимый кандидат) и А. В. Гуськов (округ № 108, Московская область). Кроме того, в Думу по округу № 180 (Ульяновская область) был избран секретарь ЦК РСМ В. А. Сычёв, не входивший в список.
После выборов Н. Л. Ген принял участие в создании группы «Новая региональная политика», но затем вступил в группу «Российский путь». А. В. Гуськов первоначально стал членом фракцию «Женщины России», но уже 12 мая 1994 года был исключен за прогулы. В марте 1995 года присоединился к группе «Стабильность». В. А. Сычёв работал как независимый депутат, лишь некоторое время побыв членом группы «Союз 12 декабря».

## После выборов
После провала на выборах блок реорганизовался в Движение «Новые имена», которое возглавили В. Н. Миронов, О. В. Соколов и А. С. Смоляной. В октябре 1994 депутат Государственной Думы Е. Е. Чепурных (член фракции «Женщины России») избрана членом Президиума РСДС от Движения «Новые имена». На выборах 1995 года Российский союз молодёжи был соучредителем Блока Ивана Рыбкина, получившего 1,11 % голосов.